# 초콜릿 우유

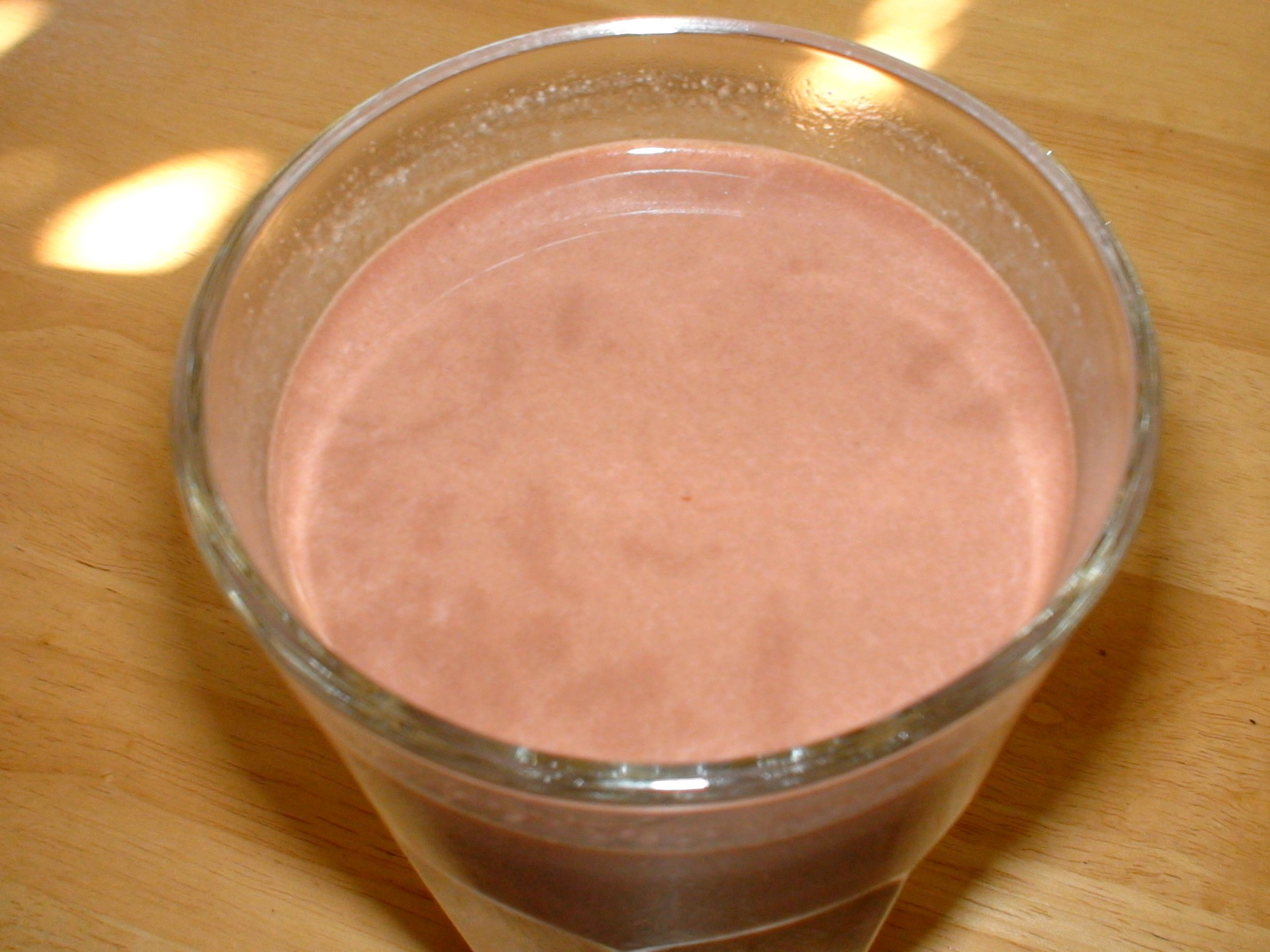
초콜릿 우유의 모습.

초콜릿 우유는 녹인 초콜릿, 초콜릿 시럽이나 코코아 파우더를 넣어 만든 우유이다. 1680년대 후반부터 영국의 의사 한스 슬론(Hans Sloane)이 처음으로 초콜릿 우유를 만들었다. 한국에는 서울우유, 초코꿀단지, 초코초코우유, 매일 초코우유, 허쉬 초콜릿 드링크, 가나 초코우유 등이 있다.

## 주요 브랜드
- 오발틴
- 네스퀵
- 마일로
- 제티
- 허쉬

## 같이 보기
- 초콜릿
- 우유
- 밀크 초콜릿
- 밀크셰이크
- 초콜릿 시럽
- 코코아 파우더
- 카카오
- 딸기 우유
- 바나나맛 우유